# World Professional Association for Transgender Health
Světová odborná asociace pro transrodové zdraví (WPATH), dříve Harry Benjamin International Gender Dysphoria Association (Mezinárodní asociace pro rodový nesoulad Harryho Benjamina) (HBIGDA), je profesní organizace, která se věnuje pochopení a identity a léčbě rodového dysforie a vytváření standardizované léčby pro transrodové osoby a osoby s rodovými variacemi. WPATH byla založena v září 1979 endokrinologem a sexuologem Harrym Benjaminem s cílem vytvořit mezinárodní společenství odborníků specializujících se na léčbu rodových variací.

## Organizace

### Členství
Mezi její odborníky patří všichni, kdo pracují v oborech, jako je medicína, psychologie, právo, sociální práce, poradenství, psychoterapie, rodinná studia, sociologie, antropologie, logopedie a sexuologie. Členem se může stát i neprofesionál, který platí stejný členský příspěvek, ale nemá hlasovací právo. Organizace je financována z členských příspěvků a z darů a grantů z nekomerčních zdrojů. The organization is funded by its membership and by donations and grants from non-commercial sources.

## Regionální organizace
WPATH je přidružena k několika regionálním organizacím, včetně Evropské profesní asociace pro transrodové zdraví, Profesní asociace pro transrodové zdraví Spojených států a ASIAPATH.

## Standardy péče
WPATH vydává Standardy péče o zdraví transrodových a rodově variabilních osob, vzdělává odborníky a spotřebitele, sponzoruje vědecké konference a poskytuje etické pokyny pro odborníky. První verze Standardů péče byla zveřejněna v roce 1979. V roce 2011 byla zveřejněna verze 7. V roce 2022 WPATH vydala verzi 8.

## Historie
Organizace byla původně pojmenována po Harrym Benjaminovi, jednom z prvních lékařů, kteří pracovali s transrodovými osobami.

## Prezidenti
- Paul A. Walker, Ph.D., 1979-1981
- Donald R. Laub, M.D., 1981-1983
- Milton T. Edgerton, M.D., 1983-1985
- Ira B. Pauly, M.D., 1985-1987
- Aaron T. Bilowitz, M.D., 1987-1989
- Jan Walinder, M.D., 1989-1991
- Leah Schaefer, Ed.D., 1991-1995
- Friedmann Pfaefflin, M.D. 1995-1997
- Richard Green, J.D., 1997-1999
- Alice Webb, DHS, 1999
- Eli Coleman, Ph.D., 1999-2003
- Walter Meyer III, M.D., 2003-2005
- Stan Monstrey, M.D., 2005-2007
- Stephen Whittle, OBE, 2007-2009
- Walter O.Bockting, Ph.D., L.P., 2009-2011
- Lin Fraser, Ed.D., 2011-2013
- Jamison Green, Ph.D., 2013-2015
- Gail Knudson, M.D., FRCPC, 2016-2018
- Vin Tangpricha, M.D., Ph.D., 2018-2020
- Walter Pierre Bouman, M.D., Ph.D., 2020-2022
- Marci Bowers, M.D., 2022-2024